# Saint Charles River
Der Saint Charles River ist ein 104 km langer rechter Nebenfluss des Arkansas River im US-Bundesstaat Colorado. 

## Flusslauf
Der Saint Charles River entspringt in den Wet Mountains, einem Höhenzug der südlichen Rocky Mountains, auf einer Höhe von etwa 3380 m. Das Quellgebiet befindet 200 km südlich von Denver. Am Oberlauf wird der Fluss zum Lake Isabel aufgestaut. Der Saint Charles River fließt in überwiegend ostnordöstlicher Richtung aus dem Gebirge in die Prärie. Der North Saint Charles River mündet linksseitig, der Greenhorn Creek von rechts in den Saint Charles River. Dieser mündet schließlich 12 km östlich von Pueblo in den Arkansas River.

## Hydrologie
Der Saint Charles River entwässert ein Areal von etwa 1230 km². An der Mündung beträgt der mittlere Abfluss (MQ) lediglich etwa einen Kubikmeter pro Sekunde. In den Monaten Mai und Juni führt der Fluss gewöhnlich die größten Wassermengen.